# Patrick Klyk
Patrick Klyk (* 1. Oktober 1975) ist ein deutscher ehemaliger Fußballspieler und heutiger -trainer.

## Karriere
Klyk spielte in seiner Jugendzeit beim FV 08 Püttlingen und wechselte 1992 zum 1. FC Saarbrücken und kam dort zunächst in der Amateurmannschaft zum Einsatz. Im Juni 1994 debütierte Klyk in der 2. Bundesliga, als er am letzten Spieltag der Saison nach 56 Minuten für Wenanty Fuhl beim Auswärtsspiel in Rostock eingewechselt wurde. In der folgenden Saison stand er als Vertragsamateur im Aufgebot des Zweitligisten und kam zu weiteren 13 Profieinsätzen. Am Ende der Saison 1994/95 wurde Saarbrücken die Lizenz für die 2. Bundesliga verweigert, und der Verein musste in die Regionalliga West/Südwest absteigen. Nach einer weiteren Saison bei Saarbrücken wechselte er zum Zweitligisten SV Waldhof Mannheim. Dort kam er, auch durch eine Knieverletzung immer wieder zurückgeworfen, nur zu einem Kurzeinsatz am elften Spieltag der Saison 1996/97. Nach diesem enttäuschenden Gastspiel kehrte er nach Saarbrücken zurück, konnte aber auch dort in der Folgezeit kaum noch Spiele bestreiten. Daraufhin setzte er seine Karriere in der Regionalliga bei der SV Elversberg fort. Mit Elversberg gelang dreimal der Klassenerhalt, nach einer erneuten Verletzung während der dritten Saison bei Elversberg beendete er 2002 seine Fußballerkarriere im Alter von 26 Jahren.
Im November 2007 übernahm er als Trainer den Saar-Verbandsligisten SV Röchling Völklingen, mit dem ihm im Sommer 2011 der Aufstieg in die Oberliga Südwest gelang. Den SV Röchling führte er in der Oberliga 2011/12 nach einer starken Hinrunde (Platz fünf) zum Klassenerhalt. Im Sommer 2012 wechselte Patrick Klyk zum Ligakonkurrenten FSV Salmrohr. Im Salmtal unterzeichnete er einen Zweijahresvertrag.